# Айда (окръг, Айова)
Окръг Айда (на английски: Ida County) е окръг в щата Айова, Съединени американски щати. Площ 1119 km² (0,77% от територията на щата, 85-о място). населението – 7089 души (2016), 0,22% от населението на щата, 92-ро място, гъстота 6,34 души/km². Административен център град Айда Гроув.
Окръгът е разположен в западната част на щата. Граничи със следните окръзите: на север – Чероки, на изток – Сак, на юг – Кроуфорд, на запад – Удбъри. Релефът е равнинен с надморска височина между 350 и 430 m. През окръга от североизток на югозапад протичат горните течения на реките Мейпъл и Солдър, леви притоци на Мисури).
Административен център на окръга и най-голямо селище е град Айда Гроув 2142 души (2010 г.), разположен на река Мейпъл, а втори по големина е град Холстейн 1396 души (2010 г.).
През окръга преминават участъци от 2 междущатски шосета:
- Междущатско шосе  – 22 мили (35,4 km), през северната част на окръга, от запад на изток;
- Междущатско шосе  – 29 мили (46,7 km), през средата на окръга, от юг на север, в т.ч. през административния център Айда Гроув;

Окръгът е образуван на 15 януари 1851 г. и е наименуван или м чест на рланината Айда в Гърция или в чест на някоя си жена Айда.